# 醫療衛生科學
醫療衛生科學（英語：Outline of health sciences）又稱：醫療科學、健康科學、保健科學），是涉及人類和動物健康的應用科學，分為兩個部分：研究、探索、和累積知識，以及利用知識改善健康、治療疾病、以及理解人和動物身體運作模式。醫學，從其廣義上來解釋，就是診斷、治療、和預防“生理”和“心理”疾病，以及提高人體自身素質為目的的應用科學。
醫學和工程學等都包含在應用科學的範疇裡面。而理工科裡面的STEM（科學（Science）、技術（Technology）、工程（Engineering）及數學（Mathematics）四類學科）在應用科學裡面受到充分的運用。在2018年發表的一篇報告說，應用科學中有關醫學的轉譯研究（Translational Research，請參考轉譯醫學）在2008年到2014年之間所發表的研究報告，比基礎科學所發表者還多。
根據英國國民保健署的資料，醫療衛生科學包含超過40個應用科學的領域，用以支援診斷以及治療。
下面所列是醫療衛生科學的大綱。

## 醫學及其分支
醫學是施行診斷、治療、和疾病預防的應用科學。醫學透過多種疾病預防和治療的做法，維持，以及恢復人類身體的健康（廣義的醫學是診斷、治療和預防“生理”和“心理”疾病以及提高人體自身素質為目的的應用科學 ）。它的分支包括有：
- 麻醉學–涉及手術過程中的生命支持（英语：life support）和麻醉。
- 血管學- 涉及處理循環系統疾病。
- 聽力學-專注於聽力損傷的預防和治療。
- 減肥學- 專注於處理肥胖症發生的原因、預防、和治療。
- 心臟病學–涉及處理心臟和血管疾病。
- 重症醫學–專注於重症患者的生命支持和加護照顧。
- 牙醫學- 包含研究、診斷、預防、和治療口腔內的疾病、障礙、和病狀，通常是在齒列、也包括口腔粘膜（英语：oral mucosa）、以及鄰近的相關結構和組織，尤其是口腔頜面（下頜和顏面）區域。
- 皮膚病學–涉及皮膚，及其結構、功能、和疾病。
- 急診醫學–專注於急診室提供的護理。
- 內分泌學–處理內分泌系統疾病。
- 家庭醫學-醫學專科之一，專為各年齡層的人提供全面醫療衛生服務。
- 胃腸病學–涉及消化系統的研究和護理。
- 普通科醫學（英语：Family medicine）（通常稱為家庭醫學）- 專門從事初級照護服務。
- 老人醫學–涉及老年人總體健康和福祉。
- 婦科學–涉及女性生殖系統和乳房的健康。
- 血液學–處理血液和循環系統。
- 肝臟學（英语：Hepatology）–涉及肝臟、膽囊、和膽道系統。
- 傳染性疾病學–涉及感染性疾病的診斷和管理，特別是針對複雜病例和免疫缺陷的患者。
- 人體運動學（英语：Kinesiology）- 研究人體或是非人體運動的科學。
- 臨床病理學（英语：Clinical pathology）–涉及化驗室診斷檢查和測試，以及對檢驗結果的判讀。
- 醫學物理學–醫學和科學的分支，涉及物理學概念、理論、和方法，在醫學或醫療衛生中的應用。
- 神經內科學–涉及大腦和神經系統。
- 腎臟科–涉及腎臟。
- 腫瘤學–研究癌症。
- 眼科學–涉及眼睛。
- 骨外科- 醫學外科分支，與肌肉骨骼系統疾病有關。
- 耳鼻喉科學–涉及耳、人類鼻子、和咽喉。
- 病理學–研究疾病，以及疾病原因、過程、性質、和發展。
- 小兒科–涉及兒童總體健康和福祉。
- 藥理學–藥物和合成藥物的製備、使用、和作用方面的研究，以及實際應用。
- 公共衛生和預防醫學- 與人口健康有關。
- 胸腔醫學–涉及呼吸系統。
- 精神病學–致力於研究、診斷、治療、和預防精神疾患。
- 影像診斷學–利用醫學影像診斷和治療疾病。
- 風濕病學–處理風濕病的診斷以及治療。。
- 內臟學（英语：Splanchnology）–研究與處理內臟器官。
- 外科學–利用手術對疾病和損傷作研究或治療，或是改善身體功能、或是改善外觀。
- 泌尿科–涉及泌尿系統和男性生殖系統。
- 獸醫學–用來預防、診斷、和治療人類以外動物的疾病、障礙、以及傷害

## 醫療衛生科學史
- 醫學史

## 一般醫療衛生科學概念
- 疾病
- 療癒
- 健康
- 醫生
  - 牙醫
  - 醫生
  - 外科醫生
  - 獸醫
- 醫院
- 護理人員
- 藥品
- 外科學

## 診斷方法
- 身體檢查
  - 聽診
  - 叩診
- 病史
- 醫學影像
  - X光
  - 電腦斷層掃描（CT）
  - 正子斷層造影（PET）
  - 核磁共振成像（MRI）
  - 單光子射出電腦斷層掃描（英语：Single-photon emission computed tomography） （SPECT）
  - 超音波
  - 顯微鏡學
- 靜脈穿刺
- 評分量表（英语：Rating scale）

## 外部連結
- Links to Health Professions Websites （页面存档备份，存于）
- National Institute of Environmental Health Sciences （页面存档备份，存于）
- The US National Library of Medicine （页面存档备份，存于）

- 维基词典上的字词解释
- 维基共享资源上的多媒体资源
- 维基新闻上的新闻
- 维基语录上的名言
- 维基文库上的原始文献
- 维基教科书上的教科书和手册
- 维基学院上的学习资源